# Тагизаде, Тофик Мехдикулу оглы
Тофик Мехтикулу оглы Тагизаде (азерб. Tofiq Mehdiqulu oğlu Tağızadə; 7 февраля 1919, Баку — 27 августа 1998, там же) — азербайджанский  режиссёр, актёр и сценарист, Заслуженный деятель искусств Азербайджанской ССР (1960) и Чечено-Ингушской АССР (1964), Народный артист Азербайджанской ССР (1976).

## Биография
Родился в семье преподавателей. В течение пяти лет обучался в музыкальной школе. После окончания школы поступил в институт (ныне — Азербайджанская государственная нефтяная академия), но образование не завершил. Позже поступил на режиссёрский факультет
ВГИКа. Член КПСС с 1944 года. Участник Великой Отечественной войны.
В 1954 году окончил режиссёрский факультет ВГИКа (мастерская С. Юткевича и Л. Кулешова).
В 1960 году стал Заслуженным деятелем искусств Азербайджанской ССР, а в 1964 году — Чечено-Ингушской АССР. В 1976 году удостоен звания Народного артиста Азербайджанской ССР.
В 1970 году награждён премией Ленинского комсомола Азербайджана.
Скончался Тагизаде 27 августа 1998 в Баку.

## Награды
- Орден «Знак Почёта» (9 июня 1959);
- Орден Октябрьской Революции[3];
- Заслуженный деятель искусств Азербайджанской ССР (1960);
- Заслуженный деятель искусств Чечено-Ингушской АССР (1964);
- Премия Ленинского комсомола Азербайджана (1970);
- Народный артист Азербайджанской ССР (1976);
- Почётная грамота Президиума Верховного Совета Азербайджанской ССР (6 февраля 1979)[5]ю

## Фильмография

### Режиссёр
- 1955 — Встреча
- 1958 — На дальних берегах
- 1959 — Настоящий друг
- 1960 — Матео Фальконе
- 1962 — Я буду танцевать
- 1965 — Аршин Мал-Алан
- 1968 — Красавицей я не была
- 1970 — Семеро сыновей моих
- 1972 — Фламинго, розовая птица
- 1975 — Свет погасших костров (Деде Горгуд)
- 1978 — Мужчина в доме
- 1981 — Дедушка дедушки нашего дедушки
- 1985 — Дачный сезон
- 1992 — Привет с того света
- 1994 — Тварь

### Актёр
- 1960 — Матео Фальконе — Джанетто Санпьеро
- 1972 — Фламинго, розовая птица — Мухтаров
- 1978 — Чудак
- 1980 — Хочу понять — режиссёр Октай Мамедович
- 1982 — Шкатулка Исмаил Бека — Исмаил Руфатович Шевелян, профессор
- 1991 — Обручальное кольцо — иностранец
- 1993 — Голодные простаки — Мирза Махмуд

### Сценарист
- 1960 — Матео Фальконе
- 1965 — Аршин Мал-Алан
- 1992 — Привет с того света